# 마르첼로 말피기

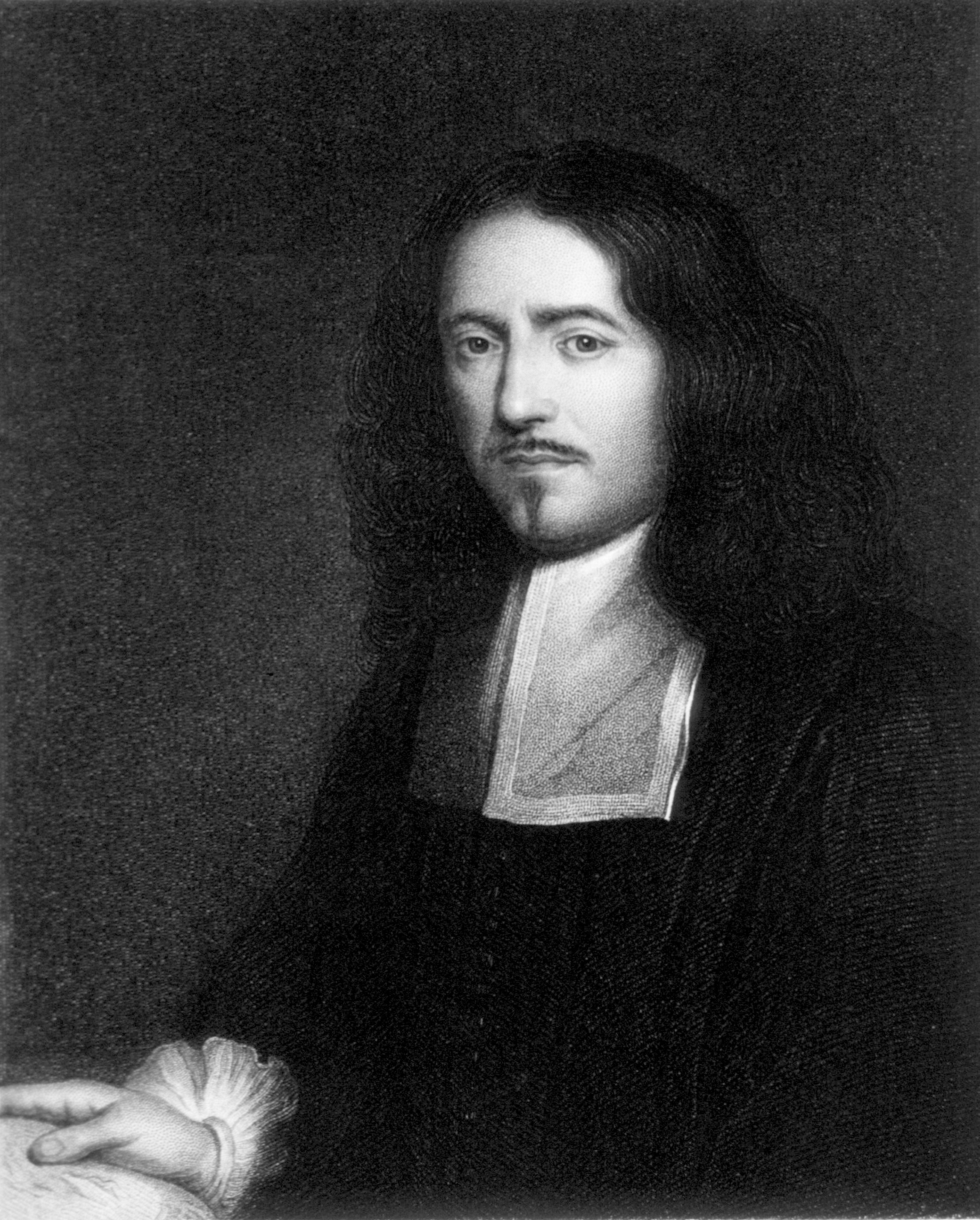
마르첼로 말피기

마르첼로 말피기(이탈리아어: Marcello Malpighi, 1628년 3월 10일 ~ 1694년 11월 30일)는 이탈리아의 생물학자이자 의사이다.
생물 해부학에 처음으로 현미경을 사용하여, 모세혈관과 피 속의 적혈구를 발견하였다. 곤충의 기관·사람의 폐·신장의 구조를 연구하고, 신장의 말피기소체와 곤충의 말피기관을 발견하였다. 식물의 관찰에도 힘써 《식물 해부학》을 지었다.

Opere, 1687

## 생애
이탈리아의 해부학자. 볼로냐 근방에서 태어났다. 볼로냐 대학교에서 고학으로 의학을 배웠고 피사·메시나·볼로냐 등의 대학 교수를 역임하면서 현미경에 의한 연구를 계속하였다. 그러나 사람들은 그의 연구를 무익한 것으로 보고 온갖 박해를 가하였다. 생명마저 위협당하였던 일이 있었기 때문에 매우 심한 곤란을 극복하면서 연구하여야만 하였다. 만년에 로마 교황의 시의가 되어 겨우 안주하는 처지에 있었고 66세로 사망하였다. 그는 물리의학파의 폴레리와 피사에서 서로 알게 되는 사이가 되어 그 친교는 평생 변치 않았다. 그의 연구 중에서 최대의 업적은 하비의 혈액순환설을 보정한 것이었다. 즉 폐의 미세구조의 연구로 모세관의 말단 연락을 확인하여, 1661년에 간행된 《폐의 해부학적 관찰》이란 표제가 붙은 책에 정밀하게 기재하였다.